# Enicospilus flavoscutellatus
Enicospilus flavoscutellatus là một loài tò vò trong họ Ichneumonidae.